# Pascal Burri
Pascal Burri (* 4. September 1965 in Neuenburg, Schweiz) ist ein Schweizer katholischer Geistlicher. Er war von September 2014 bis August 2015 Kaplan der päpstlichen Schweizergarde im Vatikan.

## Leben
Burri trat 1989 in das Priesterseminar des Diözese Lausanne, Genf und Freiburg ein und studierte Religionswissenschaft an der Theologischen Fakultät der Universität Freiburg. 1994 schloss er mit dem Lizenziat ab und wurde am 21. Mai 1995 in der Liebfrauen-Basilika von Neuenburg zum Priester geweiht. 
Von 1994 bis 1999 arbeitete er als Seelsorger in Bernex bei Genf, von 1999 bis 2005 in Greyerz und anschliessend in der Seelsorgeeinheit Sainte-Thérèse/Saint-Laurent (Pfarreien Freiburg, Givisiez und Granges-Paccot). Von 1996 bis 2004 war Burri Armeeseelsorger in der Schweizer Armee.
Am 28. Juni 2014 wurde Burri von Papst Franziskus zum Gardekaplan in den Vatikan berufen. Ab 1. September 2014 war er Gardekaplan und übernahm somit das Amt seines Vorgängers Alain de Raemy, der am 30. November 2013 zum Weihbischof im Bistum Lausanne, Genf und Freiburg ernannt wurde.
Pascal Burri beendete seinen Dienst Ende August 2015 nach nur einem Jahr im Amt wegen zu geringer Sprachkenntnisse; Schweizergardisten sind deutscher, französischer, italienischer oder rätoromanischer Muttersprache. Zu seinem Nachfolger berief Papst Franziskus am 12. Dezember 2015 Thomas Widmer.